# Beatrik
Pour l’article homonyme, voir Beatrik (groupe).
Beatrik est un personnage des légendes du Tyrol. C'est un géant, plutôt pacifique tant que personne ne le regarde. À Castelnuovo, il se promènerait avec une écuelle de lait pour endormir ceux qui ont répondu à ses cris. 